# Villa Amirante

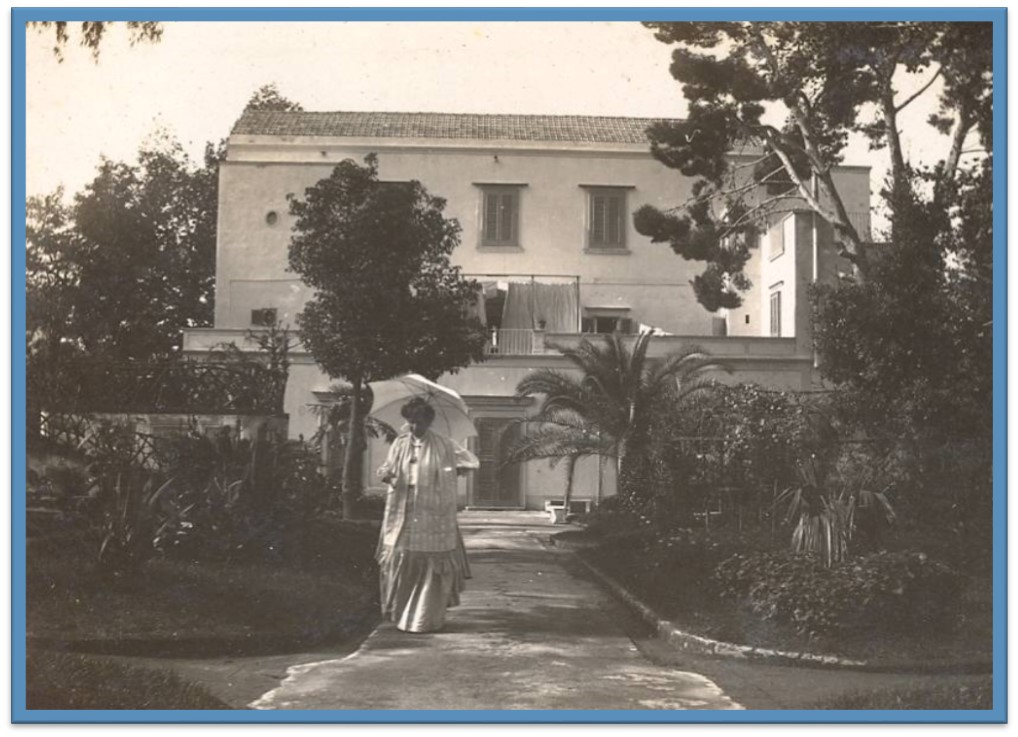
Ansicht der Villa Amirante in San Giorgio a Cremano

Die Villa Amirante ist ein Landhaus aus dem 19. Jahrhundert in San Giorgio a Cremano in der italienischen Region Kampanien. Es liegt an der Via Cavalli di Bronzo, dort, wo die vier Pinien in den heißen Sommern Schutz vor der Sonne bieten und seine Balkone in Richtung der Gärten der Villa Vannuncchi zeigen.

## Geschichte
Das Landhaus war im 19. Jahrhundert und bis etwa 1970 das Sommerurlaubsziel für die Honoratioren von Neapel; zu den bekanntesten Gästen zählte der Kardinal Guglielmo Massaia, der dort bis zu seinem Tod 1889 weilte. Heute existiert der Glanz der Vergangenheit nicht mehr, aber, wenn man dort ankommt, kann man immer noch die Atmosphäre und die Gerüche einer vergangenen Zeit spüren.

## Beschreibung
Es gibt einen Innenhof, in dem einst das Leben der Bauern und der Herren intensiv pulsierte, und an dessen Außenmauern findet man heute noch in den Wänden steckende Eisenringe, wo die Zäume der Pferde festgebunden waren, die die Wagen der Gäste zogen, die die Eigentümer, also die Amirantes, besuchten.
Hinter dem Hauptgebäude befindet sich heute noch ein Garten, in dem früher verschiedene Gemüsesorten angebaut wurden und der mit verschiedenen Arten von Zitrusbäumen, Brombeerhecken und Pfirsichbäumen übersät, sowie mit einer riesigen Margeritenplantage verziert, ist. Außerhalb seines imposanten Gitters, das die landwirtschaftlichen Gebäude begrenzt, findet sich heute noch eine Votivkapelle, ähnlich einer Grotte, die der Jungfrau mit Kind geweiht und mit bemalten Majoliken verziert ist, die dem Verschleiß der Zeit trotzen.
Bis vor einigen Jahren war das Äußere der Grotte von weißen Majoliken umgeben, auf denen in Blau Folgendes geschrieben stand:

“Tu che passi per questo giardino lascia un ricordo ed una prece in memoria di Luigi Amirante“
(dt.: Du, der durch diesen Garten gehst, hinterlasse eine Erinnerung und ein Gebet in Gedenken an Luigi Amirante.)

## Galeriebilder

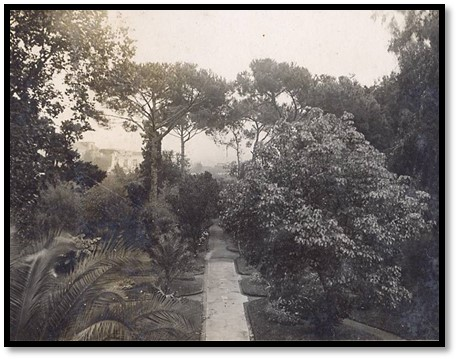
Garten der Villa Amirante